# Eliane Costa
Eliane da Costa Mattos (Rio de Janeiro, 2 de Setembro de 1962) nome artístico de Eliane Costa, é uma atriz brasileira.

## Biografia
Eliane Costa fez a personagem Luzineide na novela Torre de Babel, de Silvio de Abreu. O bordão cala a boca, Luzineide!, que Bina (Cláudia Jimenez) dizia cada vez que a amiga fazia menção de falar, foi um sucesso. Luzineide que não falou uma palavra sequer a novela inteira, finalmente soltou o verbo no último capítulo, quando o autor lhe reservou a incumbência de revelar a identidade da pessoa que havia explodido o shopping center, o grande mistério da novela. 
Em Belíssima, também de Silvio, ela voltaria com a mesma personagem em uma pequena participação no último capítulo, revelando que Jamanta (Cacá Carvalho) não poderia se casar, pois já era casado com ela. Jamanta também era outro personagem da novela Torre de Babel e foi nessa novela que eles se casaram.

## Filmografia

### Televisão
| Ano     | Título           | Personagem          | Nota(s)                           |
| ------- | ---------------- | ------------------- | --------------------------------- |
| 1998    | Torre de Babel   | Luzineide           |                                   |
| 2004    | Da Cor do Pecado | Marizete            |                                   |
| 2006    | Belíssima        | Luzineide           | Episódio: "7 de julho"            |
| 2008–09 | Malhação         | Maria das Montanhas |                                   |
| 2016    | Magnífica 70     | Enfermeira do Parto | Episódio: "O Plano de Vicente"    |
| 2024    | Elas por Elas    | Doutora Dilma       | Episódios: "15–16, 25 de janeiro" |

### Cinema
| Ano  | Título                     | Personagem |
| ---- | -------------------------- | ---------- |
| 2016 | Nise: O Coração da Loucura | Leila      |

## Prêmios e indicações
| Ano  | Associações     | Categoria                       | Nomeações      | Resultado |
| ---- | --------------- | ------------------------------- | -------------- | --------- |
| 1998 | Melhores do Ano | Melhor Atriz Coadjuvante        | Torre de Babel | Venceu    |
| 1998 | Prêmio TV Press | Revelação Feminina da Televisão | Torre de Babel | Venceu    |